# Light Up the World (bài hát)
"Light Up the World" là ca khúc được trình bày bởi dàn diễn viên của sê-ri truyền hình Mỹ, Glee, trích từ album nhạc phim thứ 8 của họ, Glee: The Music, Volume 6. Ca khúc được viết bởi nhà sản xuất âm nhạc của chương trình, Adam Anders, nhà sản xuất nhạc pop người Thụy Điển Max Martin và Peer Åström, Savan Kotecha, cùng Johan Schuster. Anders và Martin đồng thời cũng đảm nhiệm việc sản xuất ca khúc.

## Xếp hạng
| Bảng xếp hạng (2011)      | Vị trí cao nhất |
| ------------------------- | --------------- |
| Canada (Canadian Hot 100) | 26              |
| Ireland (IRMA)            | 46              |
| Anh Quốc (OCC)            | 48              |
| US Billboard Hot 100      | 33              |